# Nikołaj Biełow (hydroenergetyk)
Nikołaj Siemionowicz Biełow (ros. Николай Семёнович Белов, ur. 12 kwietnia?/25 kwietnia 1908 we wsi Szorszeły w powiecie czeboksarskim w guberni kazańskiej (obecnie w Czuwaszji), zm. 1972 w Kemerowie) – radziecki hydroenergetyk.

## Życiorys
Urodził się w czuwaskiej rodzinie chłopskiej. Studiował w Moskiewskim Instytucie Energetycznym, który w 1935 ukończył z tytułem inżyniera elektryka, później pracował w przedsiębiorstwach energetycznych jako inżynier. Był m.in. dyrektorem hydroelektrowni w Czeboksarach, dyrektorem „Dalenergo” zarządzającym dalekowschodnimi systemami energetycznymi, a od 1947 dyrektorem rejonowego zarządu energetycznego w Kuzbasie „Kuzbasenergo” w Kemerowie. Pod jego kierownictwem przeprowadzono montaż wielu systemów elektrycznych w Kuźnieckim Zagłębiu Węglowym i przeprowadzono elektryfikację wiejskich rejonów obwodu kemerowskiego.

## Odznaczenia
- Złoty Medal „Sierp i Młot” Bohatera Pracy Socjalistycznej (4 października 1966)
- Order Lenina (4 października 1966)
- Order Rewolucji Październikowej (20 kwietnia 1971)
- Order Czerwonego Sztandaru Pracy (1 kwietnia 1945)
- Medal „Za pracowniczą dzielność” (28 maja 1952)

I inne.